# 沙斯盖
沙斯盖（法語：Chasseguey，法語發音：[ʃasɡɛ]）是法国芒什省的一个旧市镇，属于阿夫朗什区。2017年，沙斯盖和相邻的其它6个市镇合并为新市镇瑞维尼莱瓦莱。

## 地理
沙斯盖（48°38'29"N, 1°3'53"W）面积3.06 平方千米，位于法国诺曼底大区芒什省，该省份为法国西北部沿海省份，西、北、东北三面环大西洋，东起顺时针与卡爾瓦多斯省、奧恩省、马耶讷省和伊勒-维莱讷省接壤。
与沙斯盖接壤的市镇（或旧市镇、城区）包括：勒梅尼勒兰夫赖、拉巴佐日、谢夫勒维尔、勒梅尼拉尔、雷菲韦耶。

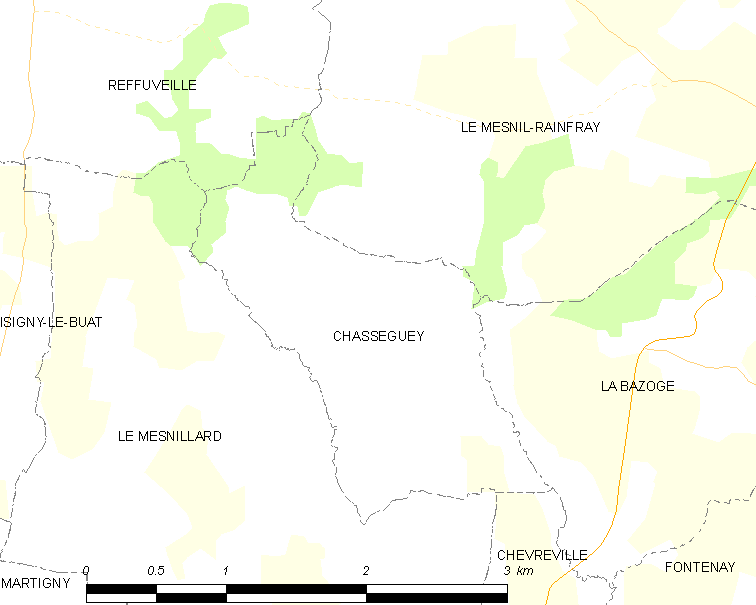
沙斯盖的OSM定位图

沙斯盖的时区为UTC+01:00、UTC+02:00（夏令时）。

## 行政
沙斯盖的邮政编码为50520，INSEE市镇编码为50125。

## 政治
沙斯盖所属的省级选区为伊西尼-勒比阿县。

## 人口

1962-2008年间沙斯盖人口变化图示

沙斯盖于2018年1月1日时的人口数量为83人。